# Technische Regeln für Arbeitsstätten
Die Technischen Regeln für Arbeitsstätten (auch Arbeitsstättenregeln oder kurz ASR genannt) konkretisieren die Anforderungen der in Deutschland gültigen Verordnung für Arbeitsstätten. Sie werden vom Ausschuss für Arbeitsstätten (ASTA) erarbeitet und treten nach der Veröffentlichung durch das Bundesministerium für Arbeit und Soziales im Gemeinsamen Ministerialblatt (GMBl) in Kraft.

## Einzelheiten
Die Technischen Regeln dienen zur Verdeutlichung der Anforderungen der Arbeitsstättenverordnung. So gibt beispielsweise die ASR A4.1 „Sanitärräume“ konkrete Informationen zur Anzahl und Gestaltung der benötigten Toiletten, Waschräume und Duschgelegenheiten.
Bei Einhaltung der Technischen Regeln kann der Arbeitgeber insoweit davon ausgehen, dass die entsprechenden Anforderungen der Verordnungen erfüllt sind (Vermutungswirkung). Der Arbeitgeber ist allerdings nicht zur Einhaltung der Technischen Regeln verpflichtet. Wählt er im Rahmen einer Gefährdungsbeurteilung eine andere Lösung, muss er damit jedoch mindestens die gleiche Sicherheit und den gleichen Gesundheitsschutz für die Beschäftigten erreichen.
Gemäß § 8 der novellierten Arbeitsstättenverordnung vom 12. August 2004 sind die früheren Arbeitsstättenrichtlinien seit Beginn 2013 ungültig geworden. Nur die ASR 7/1 „Sichtverbindung nach außen“ und die ASR 25/1 „Sitzgelegenheiten“ wurden bisher vom ASTA nicht überarbeitet. Die Angaben in diesen beiden ungültig gewordenen Regelwerken können aber weiterhin als „Orientierungswerte“ zur Konkretisierung der allgemeinen Schutzziele der Verordnung beim Einrichten und Betreiben von Arbeitsstätten verwendet werden. Dabei muss der Anwender aber beachten, dass die Inhalte dieser alten Arbeitsstättenrichtlinien teilweise nicht mehr dem Stand der Technik entsprechen.
Die ASR A5.2 wurde vom Ausschuss für Arbeitsstätten am 5. Dezember 2013 beschlossen. Eine Veröffentlichung im Gemeinsamen Ministerialblatt erfolgte im April 2014 jedoch nicht, da es noch Abstimmungsbedarf zu den Richtlinien für die Sicherung von Arbeitsstellen an Straßen (RSA 95) gab. Sie war somit noch nicht gültig und entfaltete noch keine Vermutungswirkung. Sie wurde allerdings im April 2014 für die Fachöffentlichkeit als „Stand der Technik“ zugänglich gemacht. Nach geringfügiger Abänderung der ASR A5.2 trat diese mit der Veröffentlichung im Gemeinsamen Ministerialblatt am 21. Dezember 2018 schließlich in Kraft.
Die ASR werden von den Arbeitsschutzbehörden (dazu zählen beispielsweise Gewerbeaufsichtsämter) der Bundesländer kontrolliert. Diese Kontrollen werden oft unangemeldet durchgeführt und können bei Nichteinhaltung der Vorschriften für den Arbeitgeber verbindliche Anordnungen oder in besonders schwerwiegenden Fällen sogar die Stilllegung der Anlagen und Maschinen zur Folge haben.

## Auflistung
Stand 1. Juli 2024 gab es 21 Technische Regeln für Arbeitsstätten, abrufbar auf der Internetseite der Bundesanstalt für Arbeitsschutz und Arbeitsmedizin (BAuA).
| ASR-Nr.      | Bezeichnung |
| ------------ | --- |
| ASR A1.2     | Raumabmessungen und Bewegungsflächen |
| ASR A1.3     | Sicherheits- und Gesundheitsschutzkennzeichnung |
| ASR A1.5/1,2 | Fußböden |
| ASR A1.6     | Fenster, Oberlichter, lichtdurchlässige Wände |
| ASR A1.7     | Türen und Tore |
| ASR A1.8     | Verkehrswege |
| ASR A2.1     | Schutz vor Absturz und herabfallenden Gegenständen, Betreten von Gefahrenbereichen |
| ASR A2.2     | Maßnahmen gegen Brände |
| ASR A2.3     | Fluchtwege und Notausgänge |
| ASR V3       | Gefährdungsbeurteilung |
| ASR V3a.2    | Barrierefreie Gestaltung von Arbeitsstätten |
| ASR A3.4     | Beleuchtung und Sichtverbindung |
| ASR A3.4/7   | Sicherheitsbeleuchtung, optische Sicherheitsleitsysteme Die ASR A3.4/7 wurde mit Bekanntmachung im GMBl 2022, S. 248 aufgehoben. Die an den Stand der Technik angepassten Inhalte dieser ASR wurden in andere ASR überführt (ASR A2.3, ASR A3.4 und ASR A1.3). |
| ASR A3.5     | Raumtemperatur |
| ASR A3.6     | Lüftung |
| ASR A3.7     | Lärm |
| ASR A4.1     | Sanitärräume |
| ASR A4.2     | Pausen- und Bereitschaftsräume |
| ASR A4.3     | Erste-Hilfe-Räume, Mittel und Einrichtungen zur Ersten Hilfe |
| ASR A4.4     | Unterkünfte |
| ASR A5.2     | Anforderungen an Arbeitsplätze und Verkehrswege auf Baustellen im Grenzbereich zum Straßenverkehr – Straßenbaustellen |
| ASR A6       | Bildschirmarbeit |